# Franse parlementsverkiezingen 1885
Op 14 en 18 oktober 1885 werden er in Frankrijk parlementsverkiezingen gehouden die winst opleverden voor de links-republikeinse partijen (Opportunistische Republikeinen, Radicaal-Socialisten), terwijl de gematigde republikeiken achteruit gingen. Winst was er ook voor de conservatieve republikeinen en de monarchistische partijen (onder anderen de Bonapartisten).

## Uitslag

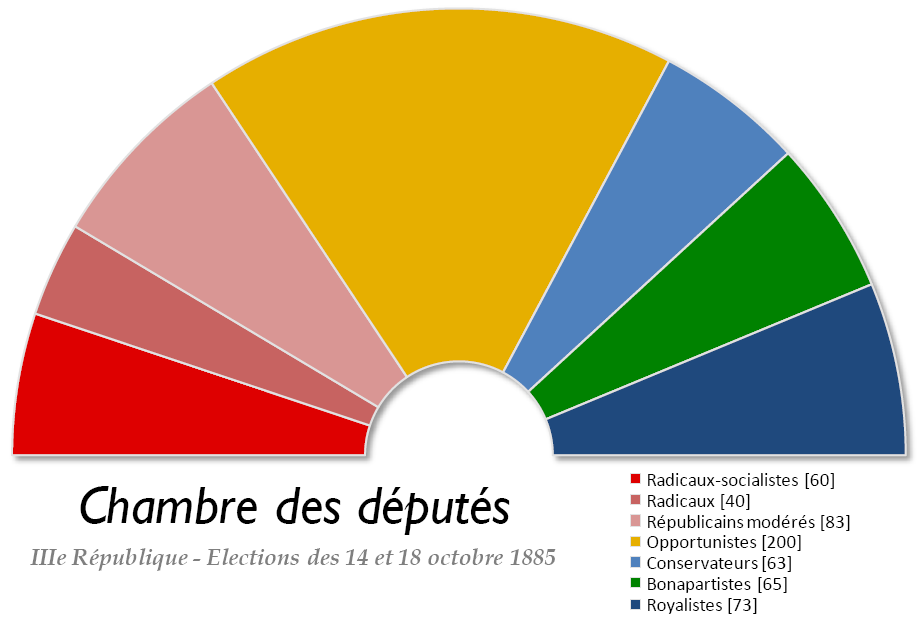
Verkiezingsuitslag

| Politieke stroming/partij                    | stemmen   | zetels | %      |
| -------------------------------------------- | --------- | ------ | ------ |
| Opportunistische Republikeinen               | 2.715.583 | 200    | 34,25% |
| Gematigde Republikeinen                      | 1.126.967 | 83     | 14,21% |
| Monarchisten                                 | 991.188   | 73     | 12,50% |
| Bonapartisten                                | 882.565   | 65     | 11,13% |
| Conservatieven (Conservatieve republikeinen) | 855.409   | 63     | 10,79% |
| Radicaal-Socialisten                         | 814.675   | 60     | 10,27% |
| Radicale Republikeinen                       | 994.117   | 40     | 6,85%  |